# Eric Nystrom

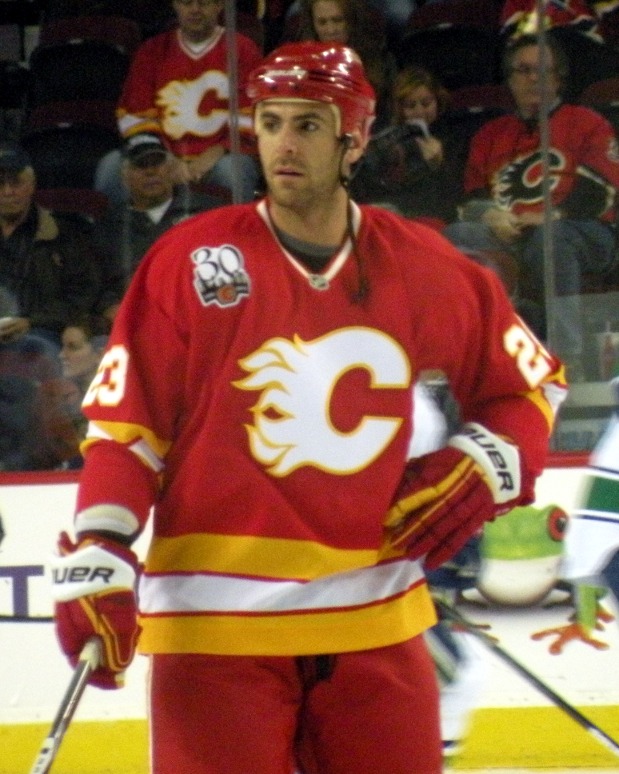
Eric Nystrom i Calgary Flames.

Eric Thore Nystrom, född 14 februari 1983 i Syosset, New York, är en amerikansk professionell ishockeyspelare som spelar för Nashville Predators i NHL. Nystrom har tidigare spelat för NHL-lagen Calgary Flames, Minnesota Wild och Dallas Stars. Han valdes som 10:e spelare totalt i NHL-draften 2002 av Calgary Flames.
Han är vänsterforward till positionen och son till den svensk-kanadensiske före detta ishockeyspelaren Bob Nystrom, som vann fyra raka Stanley Cup-titlar med New York Islanders mellan 1979 och 1983.

## Statistik
NAHL = North American Hockey League, USHL = United States Hockey League, CCHA = Central Collegiate Hockey Association

### Klubbkarriär
| 1999–00     | USA Hockey                        | NAHL        | 55  | 7  | 16 | 23  | 57  | —  | — | — | — | — |
| 2000–01     | USA Hockey                        | USHL        | 23  | 5  | 5  | 10  | 50  | —  | — | — | — | — |
| 2001–02     | University of Michigan Wolverines | CCHA        | 39  | 18 | 12 | 30  | 36  | —  | — | — | — | — |
| 2002–03     | University of Michigan Wolverines | CCHA        | 39  | 15 | 11 | 26  | 24  | —  | — | — | — | — |
| 2003–04     | University of Michigan Wolverines | CCHA        | 43  | 10 | 12 | 22  | 50  | —  | — | — | — | — |
| 2004–05     | University of Michigan Wolverines | CCHA        | 38  | 13 | 19 | 32  | 33  | —  | — | — | — | — |
| 2005–06     | Omaha Ak-Sar-Ben Knights          | AHL         | 78  | 15 | 18 | 33  | 37  | —  | — | — | — | — |
| 2005–06     | Calgary Flames                    | NHL         | 2   | 0  | 0  | 0   | 0   | —  | — | — | — | — |
| 2006–07     | Omaha Ak-Sar-Ben Knights          | AHL         | 12  | 2  | 0  | 2   | 0   | 5  | 0 | 0 | 0 | 2 |
| 2007–08     | Calgary Flames                    | NHL         | 44  | 3  | 7  | 10  | 48  | 7  | 0 | 0 | 0 | 2 |
| 2007–08     | Quad City Flames                  | AHL         | 18  | 4  | 3  | 7   | 15  | —  | — | — | — | — |
| 2008–09     | Calgary Flames                    | NHL         | 76  | 5  | 5  | 10  | 89  | 6  | 2 | 2 | 4 | 0 |
| 2009–10     | Calgary Flames                    | NHL         | 82  | 11 | 8  | 19  | 54  | —  | — | — | — | — |
| 2010–11     | Minnesota Wild                    | NHL         | 82  | 4  | 8  | 12  | 30  | —  | — | — | — | — |
| 2011–12     | Houston Aeros                     | AHL         | 1   | 0  | 0  | 0   | 0   | —  | — | — | — | — |
| 2011–12     | Dallas Stars                      | NHL         | 74  | 16 | 5  | 21  | 24  | —  | — | — | — | — |
| CCHA totalt | CCHA totalt                       | CCHA totalt | 159 | 56 | 54 | 110 | 149 | —  | — | — | — | — |
| NHL totalt  | NHL totalt                        | NHL totalt  | 360 | 39 | 33 | 72  | 245 | 13 | 2 | 2 | 4 | 2 |

### Internationellt
| År   | Lag           | Turnering |    | Matcher | Mål | Assist | Poäng | Utv |
| ---- | ------------- | --------- | -- | ------- | --- | ------ | ----- | --- |
| 2001 | USA           | U18-VM    | 6  | 3       | 3   | 6      | 6     |     |
| 2002 | USA           | JVM       | 7  | 0       | 0   | 0      | 0     |     |
| 2003 | USA           | JVM       | 7  | 1       | 2   | 3      | 2     |     |
| 2010 | USA           | VM        | 6  | 0       | 0   | 0      | 4     |     |
|      | Junior totalt |           | 20 | 4       | 5   | 9      | 8     |     |
|      | Senior totalt |           | 6  | 0       | 0   | 0      | 4     |     |